# Англо-египетски договор
Англо-египетският договор от 1936 г. (официално име The Treaty of Alliance Between His Majesty, in Respect of the United Kingdom, and His Majesty, the King of Egypt) е договор между Обединеното кралство и Кралство Египет. Според неговите разпоредби Великобритания трябва да изтегли войските си от Египет с изключение на онези, които са необходими за охраната на Суецкия канал и неговите околности и наброяват 10 000 души плюс помощен персонал. Освен това Великобритания ще извършва доставки за египетската армия, ще я обучава и ще оказва съдействие в случай на война. Срокът на договора е 20 години, подписан е в Лондон на 26 август 1936 и ратифициран на 22 декември. Договорът е регистриран в официалното издание на Обществото на народите League of Nations Treaty Series на 6 януари 1937.
Сред предшестващите събития са Втората италианско-етиопска война, започнала през 1935 г. Египетският крал Фарук се опасява, че италианците могат да нахлуят и в Египет. Въпросът със Судан е спорен, тъй като макар че съществува споразумение за кондоминиум между Египет и Великобритания от 1899 г., Судан реално се управлява от британците. С растящото напрежение в Европа, договорът изрично благоприятства запазването на статуквото. Въпреки това египетските националисти (например Арабската социалистическа партия) не го одобряват, тъй като се стремят към пълна независимост. Договорът предизвиква вълна от демонстрации срещу британците и управляващата партия Уафд.
След края на Втората световна война, през септември 1945 г. египетското правителство изисква договорът да бъде модифициран и британското военно присъствие да бъде прекратено, както и да бъде анексиран Англо-египетски Судан. През 1950 г. партия Уафд печели изборите и съставеното от нея правителство едностранно отменя договора през 1951 г. Три години по-късно, при ново правителство, оглавено от Гамал Абдел Насър, Великобритания се съгласява да изтегли войските си и го прави през юни 1956. Тази дата се счита за получаването на пълна независимост от страна на Египет, макар че Насър вече е провъзгласил независимата си външна политика, което предизвиква силна тревога в европейските страни. Преди това, през февруари 1956 г. Египет се споразумява с Великобритания и САЩ да участват във финансирането на Асуанския язовир. След като Египет сключва договори за закупуване на оръжие от СССР, те оттеглят съгласието си и на 26 юли Египет национализира Суецкия канал, привидно за да набере средства за строителство, макар че в крайна сметка СССР поема голяма част от разходите. Национализацията технически е в нарушение на международно споразумение, подписано от Насър през октомври 1954 г., макар че той обещава да компенсира акционерите на компанията, собственик на канала. Няколко месеца по-късно Франция, Израел и Великобритания тайно се сговарят да свалят Насър, което води до избухването на Суецката криза.